# زينا: الأميرة المحاربة
زينا: الأميرة المحاربة (بالإنجليزية: Xena: Warrior Princess)‏ مسلسل تلفزيوني أمريكي درامي خيالي عرض من 4 سبتمبر 1995 إلى 21 مايو 2001 حيث تم تصوير 6 أجزاء بواقع 134 حلقة.

## القصة
تدور أحداث المسلسل حول الأميرة الإغريقية زينا التي تقرر التنقل بين المدن من أجل محاربة الظلم.

## الشخصيات
| الممثل           | الدور   | عدد الحلقات |
| ---------------- | ------- | ----------- |
| لوسي لوليس       | زينا    | 134         |
| رينيه أوكونور    | جابرييل | 134         |
| تيد رايمي        | جوكسير  | 42          |
| كيفن سميث        | أريس    | 31          |
| هادسون ليك       | كاليستو | 12          |
| كارل أوربان      | سيزار   | 12          |
| ألكسندرا تيدينغز | أفروديت | 11          |
| أدريان ويلكنسون  | إيف     | 10          |
| مارتون كسوكاس    | بورياس  | 10          |
| دانييل كورماك    | إفيني   | 9           |

## جوائز المسلسل
| السنة | المهرجان                                | الجائزة                            | الحاصل عليها |
| ----- | --------------------------------------- | ---------------------------------- | ------------ |
| 1997  | مهرجان أسكاب لموسيقى السينما والتلفزيون | أفضل مقدمة موسيقية لمسلسل تلفزيوني | جوزيف لودوكا |
| 1998  | مهرجان أسكاب لموسيقى السينما والتلفزيون | أفضل مقدمة موسيقية لمسلسل تلفزيوني | جوزيف لودوكا |
| 1999  | مهرجان أسكاب لموسيقى السينما والتلفزيون | أفضل مقدمة موسيقية لمسلسل تلفزيوني | جوزيف لودوكا |
| 2000  | مهرجان أسكاب لموسيقى السينما والتلفزيون | أفضل مقدمة موسيقية لمسلسل تلفزيوني | جوزيف لودوكا |
| 2001  | مهرجان أسكاب لموسيقى السينما والتلفزيون | أفضل مقدمة موسيقية لمسلسل تلفزيوني | جوزيف لودوكا |
| 2000  | مهرجان إيمي                             | أفضل مؤلف موسيقي في مسلسل درامي    | جوزيف لودوكا |
| 1998  | مهرجان نيوزيلندا السينمائي والتلفزيوني  | أفضل مصمم أزياء                    | نغيلا ديكسون |

## روابط خارجية
- زينا: الأميرة المحاربة على موقع IMDb (الإنجليزية)
- زينا: الأميرة المحاربة على موقع ميتاكريتيك (الإنجليزية)
- زينا: الأميرة المحاربة على موقع الموسوعة البريطانية (الإنجليزية)
- زينا: الأميرة المحاربة على موقع روتن توميتوز (الإنجليزية)
- زينا: الأميرة المحاربة على موقع كينوبويسك (الروسية)
- زينا: الأميرة المحاربة على موقع ألو سيني (الفرنسية)
- زينا: الأميرة المحاربة على موقع قاعدة بيانات الفيلم (الإنجليزية)